# 葛超智
葛超智（英語：George Henry Kerr；1911年11月7日—1992年8月27日），原文名喬治·亨利·克爾，又譯柯喬治、喬治柯爾，美國歷史學者、外交官。

## 生平
出生在美國賓夕法尼亞州帕克斯堡的長老教會牧師館。第二次世界大戰前，他在日本讀書（1935-1937），後來在日屬臺灣的臺北高等學校與臺北高等商業學校擔任英文教師（1937-1940）。 葛超智在美國的海軍預備役內當中尉，並且是台灣問題專家，在第二次世界大戰時任職於美國戰爭部戰略情報局（中央情報局（CIA）的前身）。
二戰期間，身為美軍情報員的葛向美國軍方建議戰爭結束後台灣應由美國託管，但由於美國國務院與美國軍方的意見不同，此建議因而不了了之。戰爭結束後，葛超智在1945年回台灣擔任助理海軍武官，護航中華民國國民政府新任命的臺灣行政長官陳儀於1945年10月25日在台北公會堂接受在台日軍的投降。受降典禮上，葛超智以他的官方身份「美國駐重慶海軍武官、中華民國民政幹事」出席。後來他成為美國駐中華民國大使館的一名外交官，並迅速成為駐中華民國的美國外交服務幹事和副領事。1947年二二八事件爆發，請願的台北市民遊行至行政長官公署前卻遭國民革命軍用機關槍掃射，葛超智當場目睹，並與在場外國記者協助將傷者送醫。
在1950年代初，葛超智帶一隊研究員以及翻譯員在日本尋索關於沖繩的歷史。其后，名為《沖繩：王國與省份》（英文：Okinawa: Kingdom and Province）的書在1953年出版，而在1955年出日文版。在此期間，葛超智吸收更多的沖繩的歷史，以及注意他人對他這兩本書的評論，並且在1958年再次出版。
葛超智关注沖繩歷史。因此，他在1960至1963年中調查沖繩島嶼的文化資產。他以在八重山和宮古的經驗，认为沖繩多部歷史已被扭曲。之後，他開始構思另一本更注重南沖繩島群以及此島群早期與中國的經濟交流的草稿，但卻始終沒出版此書。
葛超智曾在美國華盛頓大學、史丹佛大學和加州大學伯克利分校教日本史（1949-1950），而他的作文及文件目前在沖繩縣檔案館、史丹佛大學、台北圖書館以及琉球大學圖書館開放供大眾閱讀。由於葛超智寫了數本關於台灣的書籍，並支持台灣獨立。他第一本關於台灣的書《被出賣的台灣》發表於1965年，已經在他離開史丹佛大學15年後，他離開史丹佛講師職位後後即刻轉往胡佛研究所擔任副研究員（1950-1955），專注於琉球群島和琉球王國的研究。
葛超智對沖繩和台灣的歷史著述较多，包括《福爾摩沙：被允許的革命和自治運動 1895-1945》（1965）（英文：Formosa: Licensed Revolution and the Home Rule Movement, 1895-1945）、《被出賣的台灣》（1965）（英文：Formosa Betrayed）、《葛超智論文概述： 1943-1951》（英文：Descriptive Summary: George H. Kerr papers, 1943-1951）、《沖繩：一部島民的歷史》（1958）（英文：Okinawa: The History of an Island People）、和《台灣对峙危機/面對危機的台灣》（1986）（英文： The Taiwan Confrontation Crisis）。
1992年8月27日，葛超智逝世在夏威夷檀香山，享年81歲。

## 主要作品
- 2000年 - Okinawa, the History of an Island People.（沖繩：一個島國的人民及歷史） 東京：Tuttle出版社. ISBN 0-8048-2087-2; ISBN 978-0-8048-2087-5 (paper) ... 與 Mitsugu Sakihara共著.
- 1986年 - Formosa Betrayed.（被出賣的台灣） 檀香山：夏威夷大學出版社 ISBN 0-8248-0323-X; ISBN 978-0-824-80323-0 (cloth)
- 1986年 - The Taiwan confrontation crisis.（台灣對抗危機） Formosan Association for Public Affairs, Formosan Association for Human Rights.[4]
- 1976年 - Formosa Betrayed. 紐約：Da Capo出版社. ISBN 0-306-70762-4
- 1974年 - Formosa: Licensed Revolution and the Home Rule Movement, 1895-1945.（福爾摩沙：被允許的革命和民政規則運動 1895-1945） 檀香山：夏威夷大學出版社.[4]ISBN 0-8248-0323-X; 978-0-824-80323-0
- 1965年 - Formosa Betrayed. Boston: Houghton Mifflin.[4]
- 1961年 - Bibliography of the Ryukyus. 西原町: 琉球大学. ...與Higa Shuncho共著.[4]
- 1959年 - Science Information Services in Japan, a Brief Survey. 東京.[4]
- 1958年 - Okinawa, the History of an Island People. 東京： C. E. Tuttle Co.[4]
- 1956年 - （琉球列島美國民政府發行）[5]
- 1953年 - Ryukyu Kingdom and Province before 1945. Pacific Science Board (US), National Academy of Sciences, National Research Council (US).[4]
- 1952年 - The Ryukyu Islands: A Preliminary Checklist of Reference Materials Arranged Alphabetically. ... 與Higa Shuncho等人共著.[6]

## 外部連結
- 【被出賣的台灣】中文版，陳榮成譯，台灣前衛出版社出版
- 琉球大學圖書館 （页面存档备份，存于）
- Memorandum for the Ambassador on the Situation in Taiwan
- 《被出賣的台灣》作者生平經歷 （页面存档备份，存于）